# John Galsworthy
John Galsworthy OM (Kingston upon Thames, 1867. augusztus 14. – London, 1933. január 31.) angol író és drámaíró, irodalmi Nobel-díjas. Híres művei A Forsyte Saga (The Forsyte Saga, 1906–1921) és folytatásai, a Modern komédia (A Modern Comedy) és az End of the Chapter.
Babits Mihály összefoglaló jellemzése szerint „Alig képzelhető író, Galsworthynál egyformább, megbízhatóbb, meglepetéseket kizáróbb nívójú. Nemes tónus, de középszerű érdekesség jellemezte számomra minden művét; a közönség viszont ugyanezeket a műveket magas szépségű, és mégis könnyű, jó olvasmányoknak találta.”

## Élete
Galsworthy gazdag nagypolgári családba született, szülei John és Blanche Bailey voltak. Nagy kiterjedésű családi birtokuk ma három iskolának ad otthont (Marymount International, Rokeby Preparatory School és Holy Cross).
Harrow-ban és Oxfordban tanult, ügyvédnek készült. A jogi pálya azonban nem érdekelte, ehelyett külföldre utazott, hogy a család hajózási üzletével kapcsolatos ügyeket intézze. Utazása során megismerkedett Joseph Conraddal, aki akkor tengerészként dolgozott, és a két jövendő regényíró szoros barátságot kötött.
1895-ben viszonyt kezdett Ada Nemesis Pearsonnal, aki egyik unokatestvérének a felesége volt. Az asszony válása után, 1905. szeptember 23-án összeházasodtak és együtt maradtak Galsworthy 1933-ban bekövetkezett haláláig. A házasság előtt titokban együtt éltek egy Wingstone nevű tanyán. 1908-ban Galsworthy hosszú lejáratú bérleti szerződést kötött az épület egy részére és ez lett a második otthonuk, 1923-ig.
Első megjelent művét, a From the Four Winds című novelláskötetet 1897-ben adták ki. Ez és még több következő műve John Sinjohn írói álnéven jelent meg, és csak 1904-ben a The Island Phariseestől kezdve publikált saját nevén, valószínűleg apja halála miatt. Első színdarabja, a The Silver Box (1906) sikert aratott, ezt követte ugyanabban az évben a The Man of Property (A vagyon ura), a Forsyte trilógia első része. Noha egyaránt írt színdarabokat és regényeket, saját korában főleg drámaíróként szerzett hírnevet. A korszak más íróihoz, például George Bernard Shaw-hoz hasonlóan, darabjai társadalmi kérdésekkel foglalkoztak. Két legismertebb műve a Strife (1909) és a The Skin Game (1920).
Manapság sokkal inkább regényei, és különösen A Forsyte Saga révén ismerik. Ezek a regények a felső középosztály életét ábrázolják. Ezekben kritizálja az angol középosztály erkölcseit, drámáiban azonban „bizonyos impasszibilitást igyekszik megőrizni”. Noha rokonszenvvel tekint alakjaira, rávilágít elszigetelt, sznob és birtokvágyó életmódjukra. Galsworthyt tekintik a VII. Edward kora egyik első írójának. Visszatérő motívum műveiben a házasságában boldogtalan asszony témája. Irene Forsyte alakjához Ada Pearson volt a minta, noha az asszony előző házassága nem volt olyan szerencsétlen, mint Irene-é.
A művei kevésbé meggyőzőek, amikor a szélesebb brit társadalom változó képét próbálja megragadni. Írásaiban kiállt a börtönök reformja, a nők jogai, az állatok jóléte kérdésében, de ezek csekély hatást gyakoroltak megírásuk korszaka után. Az első világháború alatt egy franciaországi kórházban dolgozott. 1921-ben őt választották a Nemzetközi PEN Club első elnökének, 1929-ben az Order of Merittel tüntették ki és 1932-ben irodalmi Nobel-díjat kapott. A díj átadási ünnepségén betegsége miatt nem vett részt és hat héttel később meg is halt.
Életének utolsó hét évében a West Sussex-i Buryban élt. Végakaratának megfelelően elhamvasztották és hamvait egy repülőgépről szétszórták a South Downs felett, de ettől eltekintve van egy síremléke a highgate-i új temetőben. Halála után regényeinek népszerűsége gyorsan elenyészett, de a A Forsyte Saga 1967-es tévésorozat-feldolgozása ismét sikerré vált.

## Főbb művei
- From the Four Winds, 1897 (John Sinjohn álnéven)
- Jocelyn, 1898 (John Sinjohn álnéven)
- Villa Rubein, 1900 (John Sinjohn álnéven)
- A Man of Devon, 1901 (John Sinjohn álnéven)
- The Island Pharisees (A szigeti képmutatók), 1904
- The Silver Box (Az ezüst kazetta), 1906
- A Forsyte Saga (The Forsyte Saga), 1906-21, 1922
  - The Man of Property (A vagyon ura), 1906
  - (interlude) Indian Summer of a Forsyte, 1918
  - In Chancery (A válóper), 1920
  - (interlude) Awakening (Közjáték: Ébredés), 1920
  - To Let (Ez a ház kiadó), 1921
- The Country House, 1907
- A Commentary, 1908
- Fraternity, 1909
- A Justification for the Censorship of Plays, 1909
- Strife, 1909
- Fraternity, 1909
- Joy, 1909
- Justice, 1910
- A Motley, 1910
- The Spirit of Punishment, 1910
- Horses in Mines, 1910
- The Patrician, 1911
- The Little Dream, 1911
- The Pigeon, 1912
- The Eldest Son, 1912
- Moods, Songs, and Doggerels, 1912
- For Love Of Beasts, 1912
- The Inn of Tranquillity, 1912
- The Dark Flower, 1913
- The Fugitive, 1913
- The Mob, 1914
- The Freelands, 1915
- The Little Man, 1915
- A Bit's Love, 1915
- A Sheaf, 1916
- The Apple Tree, 1916
- Beyond, 1917
- Five Tales, 1918
- Saint's Progress, 1919
- Addresses in America, 1912
- The Foundations, 1920
- In Chancery, 1920
- Awakening, 1920
- The Skin Game, 1920
- To Let, 1920
- A Family Man, 1922
- The Little Man, 1922
- Loyalties, 1922
- Windows, 1922
- Captures, 1923
- Abracadabra, 1924
- The Forest, 1924
- Old English, 1924
- The Show, 1925
- Escape, 1926
- Verses New and Old, 1926
- Castles in Spain, 1927
- A Modern Comedy, 1924-1928, 1929
  - The White Monkey (A fehér majom), 1924
  - (Interlude) a Silent Wooing, 1927
  - The Silver Spoon (Az ezüst kanál), 1926
  - (Interlude) Passers By, 1927
  - Swan Song (Hattyúdal), 1928
- Two Forsyte Interludes, 1927
- Exiled, 1929
- The Roof, 1929
- On Forsyte Change, 1930
- Two Essays on Conrad, 1930
- Soames and the Flag, 1930
- The Creation of Character in Literature, 1931
- Maid In Waiting, 1931
- Forty Poems, 1932
- Flowering Wilderness, 1932
- Over the River, 1933
- Autobiographical Letters of Galsworthy: A Correspondence with Frank Harris, 1933
- Collected Poems, 1934
- End of the Chapter, 1931-1933, 1934
  - Maid in Waiting, 1931
  - Flowering Wilderness, 1932
  - One More River, 1933
- Punch And Go, 1935
- The Life and Letters, 1935
- The Winter Garden, 1935
- Forsytes, Pendyces and Others, 1935
- Selected Short Stories, 1935
- Glimpses and Reflections, 1937
- Galsworthy's Letters to Leon Lion, 1968
- Letters From John Galsworthy 1900-1932, 1970

## Magyarul

### 1944-ig

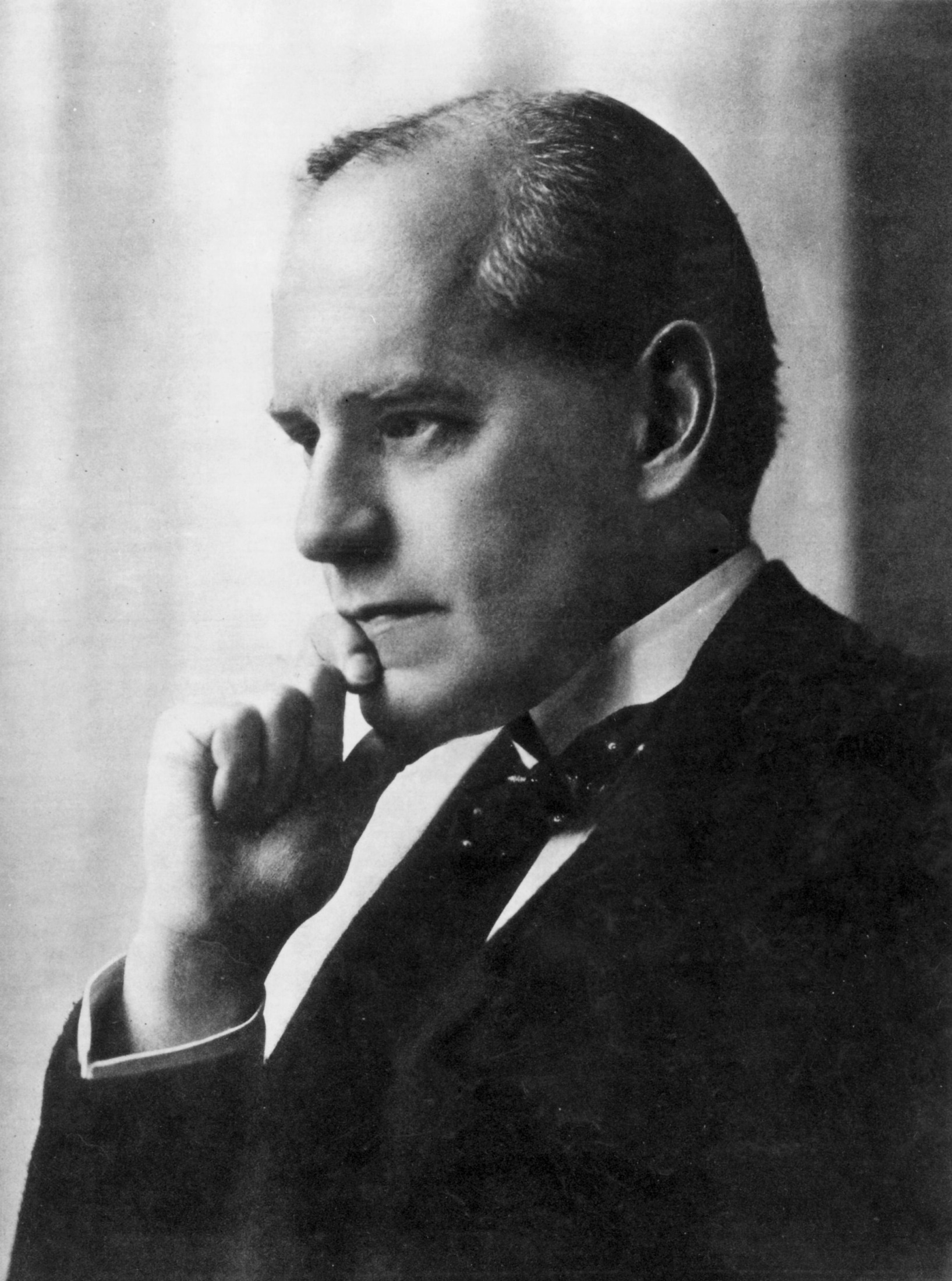
1910 körül

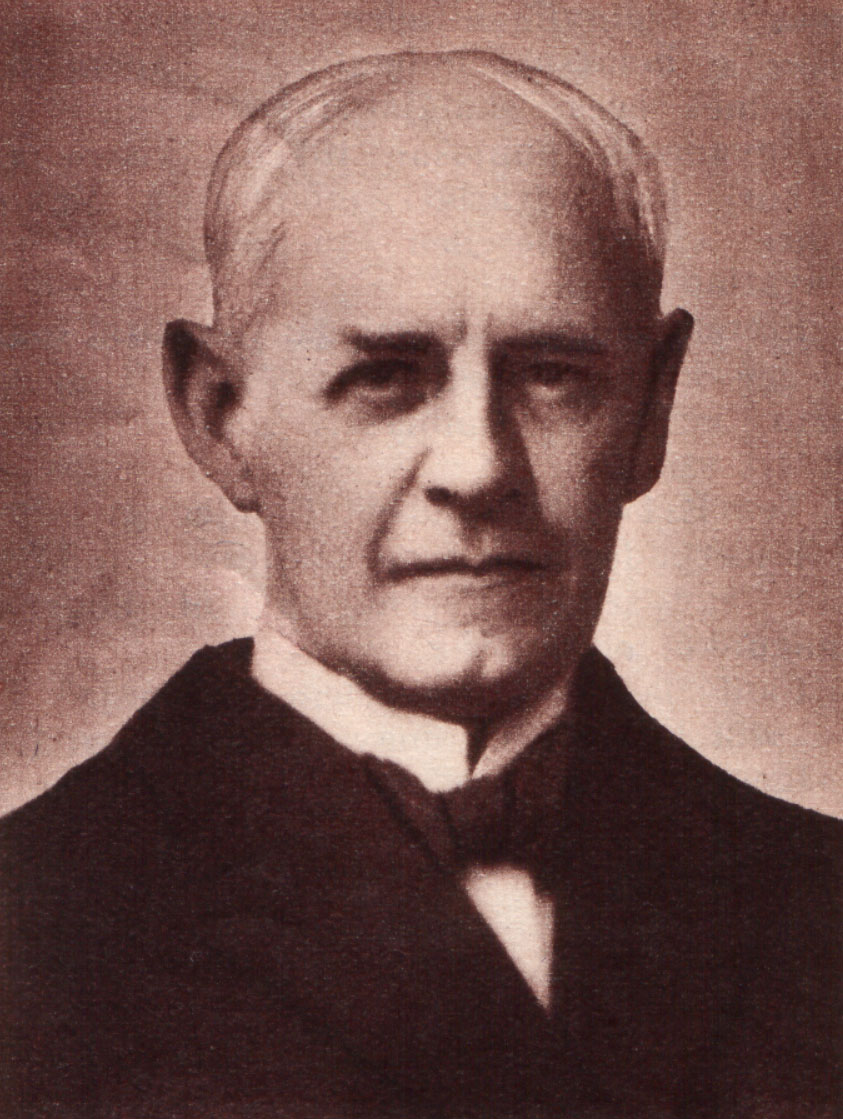
A Nobel-díj várományosaként

- A patrícius (1911) - 1914-ben a Vasárnapi Újság kezdte el közölni (1914/26. sz-tól) folytatásokban, Kendeffy Katinka fordításában (kötetben nem is jelent meg itthon)
- Egy udvarház; ford. Tóth Wanda; Nyugat, Bp., 1914
- A gazdag férfiú; ford. Balla Mihály; Pantheon, Bp., 1923
- Testvériség; ford. Bartos Zoltán, Népszava, Bp., 1924
- A sötét virág; ford. Házsongárdy Gábor; Franklin, Bp., 1925 (Külföldi regényírók)
- A szigeti képmutatók; ford. Kiss Dezső; Franklin, Bp., 1927 (Külföldi regényírók)
- A Forsyte Saga, 1-3.; ford. Kiss Dezső; Franklin, Bp., 1927 (Külföldi regényírók)
  - 1. A vagyon ura
  - 2. Vénasszonyok nyara / Bíró előtt
  - 3. Ébredés / Ez a ház kiadó
- A fehér majom; ford. Kiss Dezső; Franklin, Bp., 1928 (Külföldi regényírók)
- A túlsó parton; ford. Bálint György; Franklin, Bp., 1929 (Külföldi regényírók)
- Hattyúdal; ford. Házsongárdy Gábor; Franklin, Bp., 1929 (Külföldi regényírók)
- Az ezüst kanál és két intermezzo; ford. Kiss Dezső, Házsongárdy Gábor; Franklin, Bp., 1929 (Külföldi regényírók)
- Túl mindenen; ford. Házsongárdy Gábor; Franklin, Bp., 1930 (Külföldi regényírók)
- A szent ember, 1-2.; ford. Házsongárdy Gábor Franklin, Bp., 1930 (Külföldi regényírók)
- A Forsyte Saga, 4. A fehér majom; ford. Kiss Dezső; Franklin, Bp., 1933 (John Galsworthy művei)
- A Forsyte Saga, 5. Az ezüst kanál és két intermezzo; ford. Kiss Dezső, Házsongárdy Gábor; Franklin, Bp., 1933 (John Galsworthy művei)
- A Forsyte Saga, 6. Hattyúdal; ford. Házsongárdy Gábor; Franklin, Bp., 1933 (John Galsworthy művei)
- A Forsyte Saga, 7. A Forsyte börzén; ford. Balassa József; Franklin, Bp., 1933 (John Galsworthy művei)
- A várakozó; ford. Bálint György; Franklin, Bp., 1934 (Külföldi regényírók)
- A virágzó vadon; ford. Bálint György; Franklin, Bp., 1935 (Külföldi regényírók)

### 1945-től
- Én vagyok a gyilkos; ford. Gál Zsuzsa; Szikra Ny., Bp., 1947 k. (Forintos regény)
- A Forsyte-saga, 1-2.; ford. Kiss Dezső, Házsongárdy Gábor; Franklin, Bp., 1947
- Modern komédia, 1-2.; ford. Szabó Magda, Szobotka Tibor, utószó Szobotka Tibor; Európa, Bp., 1960
- Tűz és víz. Dráma; ford. Kőműves Imre, utószó Szobotka Tibor; Európa, Bp., 1960 (Világirodalmi kiskönyvtár)
- A Forsyte-Saga, 1-2.; ford. Szabó Magda, Szobotka Tibor, utószó Szobotka Tibor; Európa, Bp., 1960
- Meghalni a szerelemért / Egy devoni férfi; ford. Béresi Csilla; Lazi, Szeged, 2009

## A teljes Forsyte-Saga magyar fordításainak kötetbeosztása és sorrendje
I. A Forsyte-Saga (ford. Szabó Magda, Szobotka Tibor)
(1) A tulajdonos (2) Vénasszonyok nyara (közjáték) (3) A bíró előtt (4) Ébredés (közjáték) (5) Ez a ház kiadó (6) Forsyte a börzén (külön novellás kötet)
II. Modern komédia (ford. Szabó Magda, Szobotka Tibor)
(7) A fehér majom (8) Néma vallomás (közjáték) (9) Az ezüstkanál (10) Röpke találkozás (közjáték) (11) Hattyúdal
III. A fejezet vége (ford. Bálint György)
(12) Várakozó (13) Virágzó vadon (14) Túlsó parton

## Művei nyomán készült filmek
A The Forsyte Saga alapján több film is készült:
- Az a Forsyte nő (That Forsyte Woman) (1949), rendező Compton Bennett, Soames szerepében Errol Flynn.
- A Forsyte Saga, 26 részes BBC tv-sorozat (1967), rendezte James Cellan Jones, David Giles, a fő szerepekben Eric Porter (Soames Forsythe), Nyree Dawn Porter (Irene Forsythe), Kenneth More, Susan Hampshire (Fleur Forsythe) és Joseph O'Conor.
- A Forsyte Saga, 13 részes Granada tv-sorozat (2002), rendezte Christopher Menaul, a fő szerepekben Gina McKee, Damian Lewis, Rupert Graves, Corin Redgrave, Ioan Gruffudd

A The Skin Game-ből 1931-ben Alfred Hitchcock rendezett filmet VC France, Helen Haye, Jill Esmond, Edmund Gwenn, John Longden szereplésével,
Az Escape-ből két film készült, 1930-ban és 1948-ban. Az utóbbit Joseph L. Mankiewicz rendezte, a főbb szerepeket Rex Harrison, Peggy Cummins és William Hartnell játszották.
Az One More River (az Over the River filmváltozata) 1934-ben készület James Whale rendezésében.
A The First and the Last, egy rövid darab, 21 Days címen került filmre, Vivien Leigh és Laurence Olivier alakításaival.

## Fordítás
- Ez a szócikk részben vagy egészben  a   John Galsworthy című angol Wikipédia-szócikk ezen változatának fordításán alapul.  Az eredeti cikk szerkesztőit annak laptörténete sorolja fel. Ez a jelzés csupán a megfogalmazás eredetét és a szerzői jogokat jelzi, nem szolgál a cikkben szereplő információk forrásmegjelöléseként.